# Porte de Choisy (stacja metra)
Porte de Choisy – stacja linii 7 metra w Paryżu, położona w 13. dzielnicy.

## Stacja
Stacja została otwarta w 1930 roku na linii 10. Posiada jednonawową halę peronową z dwoma peronami bocznymi. Odcinek ten został włączony do linii 7 w 1931 roku.
Nazwa stacji pochodzi od bramy Choisy (fr. Porte de Choisy) – bramami są nazywane w Paryżu miejsca pozwalające przekroczyć obwodnicę i granice administracyjne miasta (w większości dawniej były to przerwy w wałach miejskich). Brama Choisy znajduje się nad stacją, a jej nazwa bierze się od Avenue de Choisy – paryskiej alei, której przedłużenie za bramą (dziś droga krajowa nr 305) prowadzi do miejscowości Choisy-le-Roi.

## Przesiadki
Stacja umożliwia przesiadki na linię T3 tramwaju Île-de-France oraz autobusy dzienne RATP i nocne Noctilien.

## Otoczenie
W pobliżu stacji znajdują się:
- brama Choisy
- dzielnica azjatycka
- hala widowiskowo-sportowa Georges Carpentier